# Ульварсфедль
Ульварсфедль (исл. Úlfarsfell) — гора на юго-западе Исландии между Рейкьявиком и Мосфедльсбайром. Высота — 295 м над уровнем моря. Озеро Хафраватн расположено к северо-востоку, а одноименный район Рейкьявика расположен к юго-востоку от Ульварсфедль.
На равнинных подступах к горе находится также аэродром для небольших частных самолетов, а вдоль её подножия проходит дорога Вестюрландсвегюр, которая через Мосфедльсбайр, Боргарнес и западное побережья страны, ведёт на север Исландии. 

## Этимология
Ульварсфедль впервые упоминается в 1367 году в древней исландской книге Hítardalsbók, затем в 1704 году в книге Аурдни Магнуссона и Паудля Видалина Jarðabók. Название горы происходит от мужского имени Ульвар (исл. Úlfar), которое происходит от исл. ulfur "волк" .  По крайней мере четыре носители этого имени из данной местности упоминаются в Книге о заселении Исландии.

## Геология
Гора Ульварсфедль образовалось около 1,5–2 миллионов лет назад, в середине ледникового периода, который длился в Исландии примерно около 3 миллионов лет. В это время рядом с горой существовали две активные вулканические системы, из продуктов извержения которых и сложен Ульварсфедль.

## Зона отдыха
Гора является частью рекреационной зоны Рейкьявика, к которой ведут несколько пешеходных маршрутов. Летом на склонах горы в больших количествах цветёт фиолетовый люпин, а с вершины горы открывается прекрасный вид на Рейкьявик и залив Факсафлоуи. Исландская лесная администрация засадила часть склона горы хвойным лесом и проложила на вершину тропы и туристические маршруты. 

## Галерея

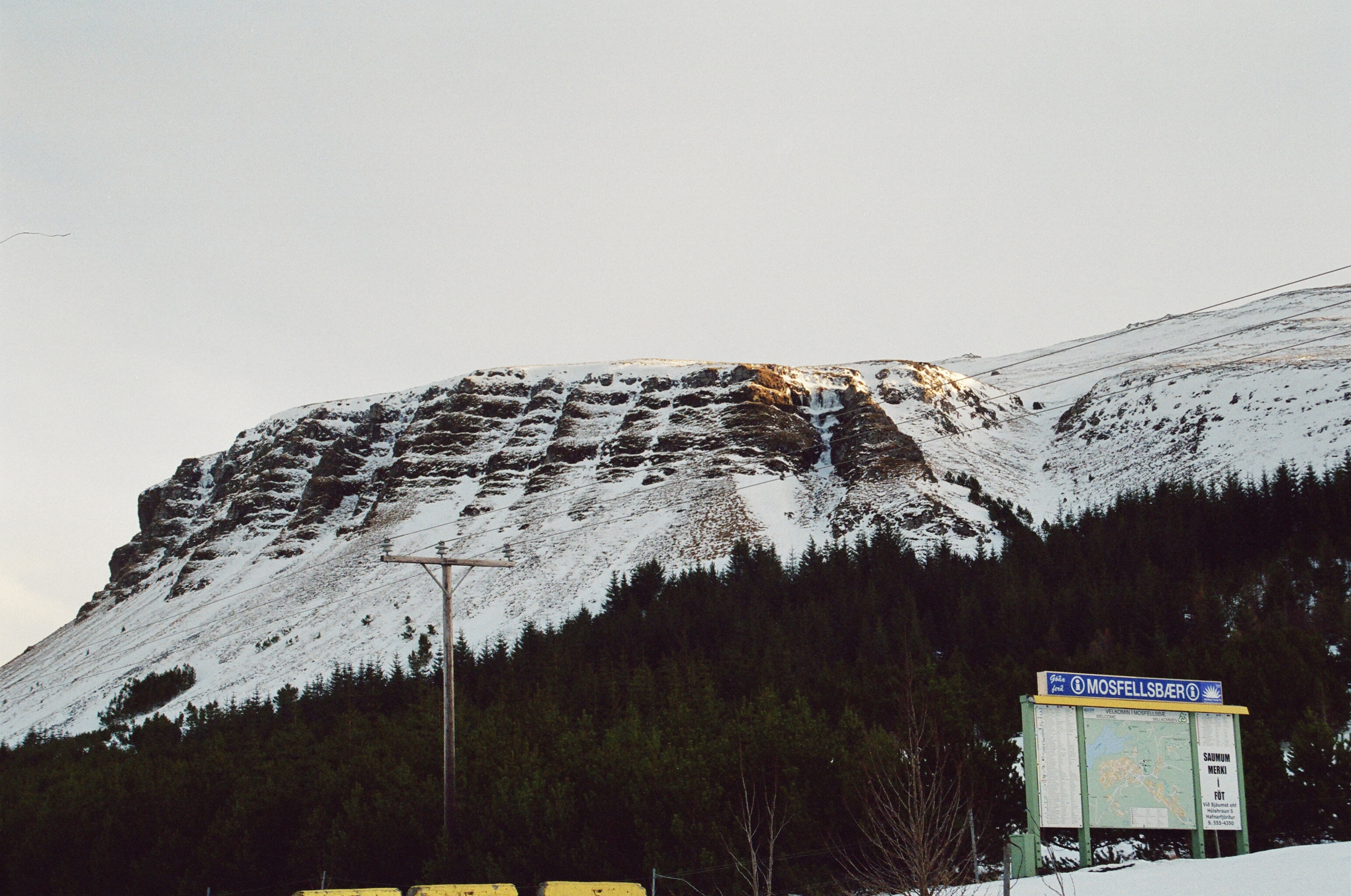
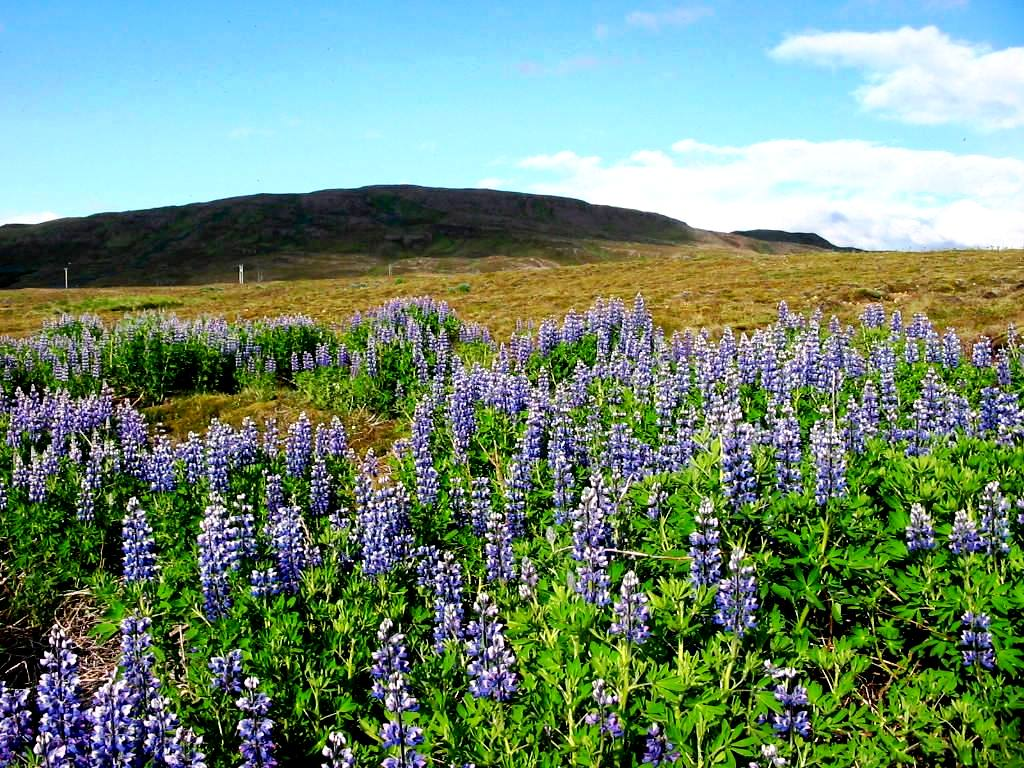
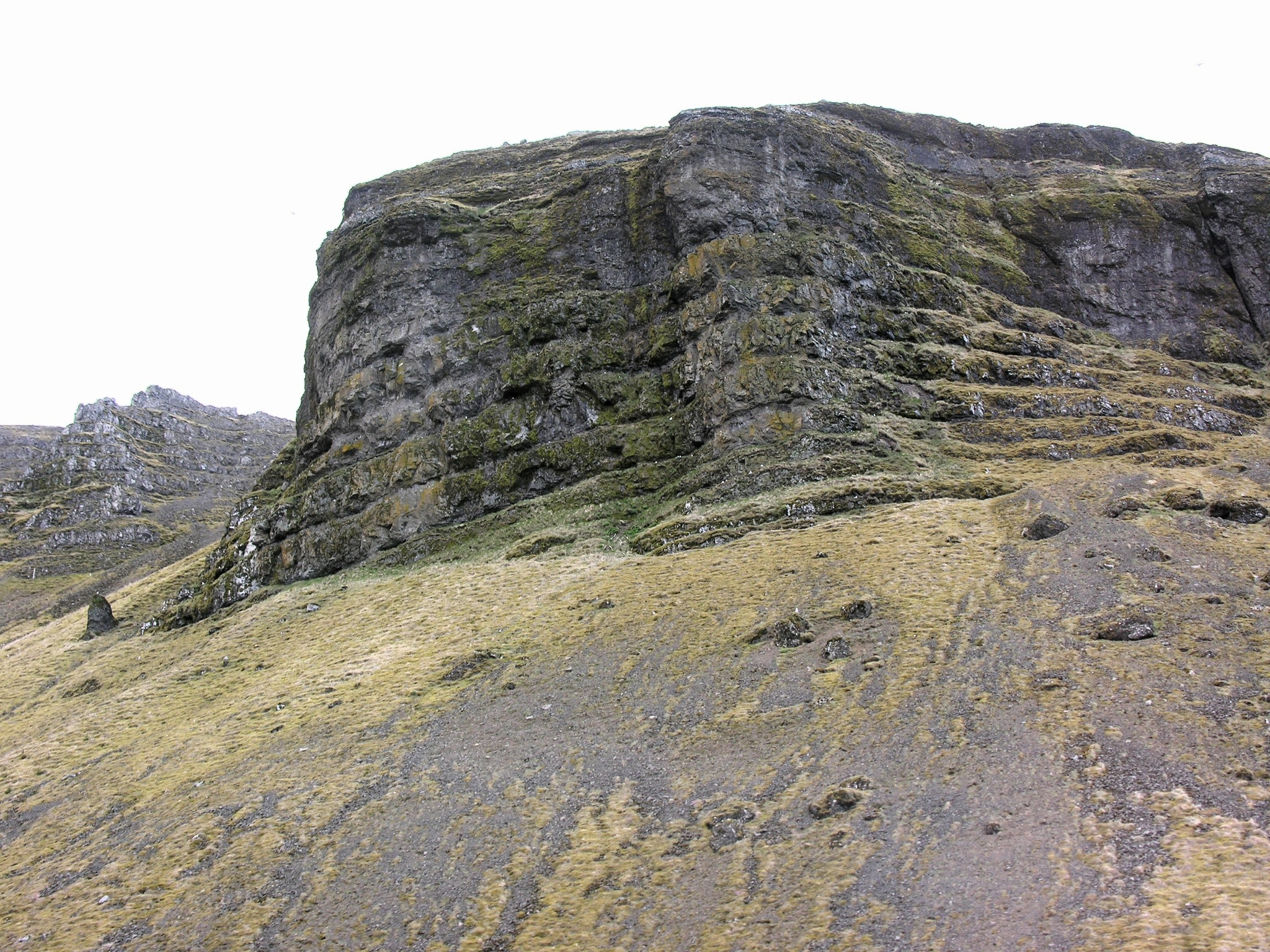
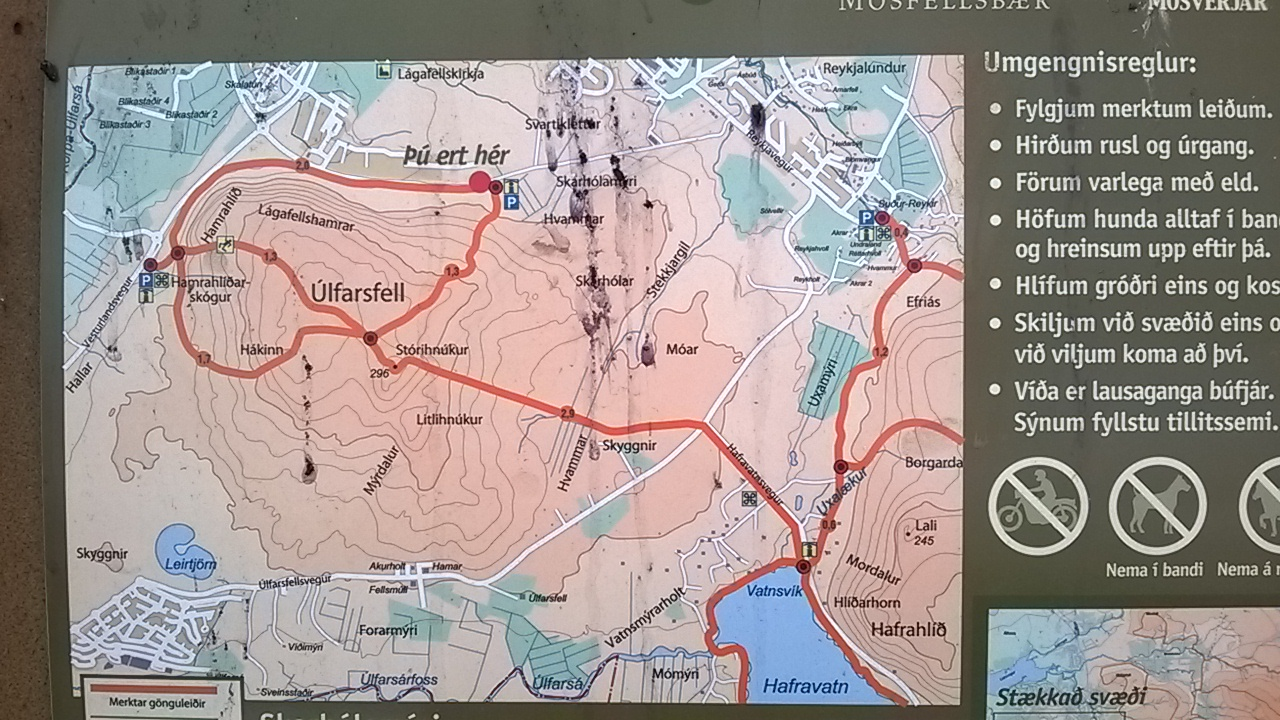